# Microporella ordo
Microporella ordo är en mossdjursart som beskrevs av Brown 1952. Microporella ordo ingår i släktet Microporella och familjen Microporellidae. Inga underarter finns listade i Catalogue of Life.